# Царь Голод
«Царь Голод» — пьеса Леонида Андреева, впервые напечатанная отдельной книгой в 1908 году в издательстве «Шиповник» с подзаголовком «Представление в пяти картинах».

## Творческая история
Над пьесой Леонид Андреев работал в 1907 году. На хранящейся в Гуверовском институте (Станфорд, США) рукописи ранней редакции «Царя Голода» даты: 27 сентября — 4 октября 1907 года.
По свидетельству В. В. Вересаева, первоначальное заглавие пьесы — «Бог, человек и дьявол». «Однажды вечером сидели мы с ним в его кабинете. Разговорились как-то хорошо и задушевно, — писал Вересаев в своих воспоминаниях. — Андреев излагал проекты новых задуманных им пьес в стиле „Жизни Человека“, подробно рассказывал содержание впоследствии написанной им пьесы „Царь Голод“. В его тогдашней, первоначальной передаче она показалась ярче и грандиознее, чем в осуществленной форме. Леонид Николаевич говорил: „Но это — изображение бунта, а не революции“». У Андреева был неосуществленный замысел драматической трилогии, которую должны были составить пьесы «Война», «Революция», «Бог, чело век и дьявол». Однако им была написана только одна пьеса под названием «Царь Голод».

## Сценическая судьба
9 октября 1907 года на квартире Андреева в Петербурге состоялось чтение автором пьесы по рукописи, на котором присутствовали А. А. Блок, С. Н. Сергеев-Ценский, С. Я. Елпатьевский и др. «Захватывающего впечатления она не произвела, — впоследствии вспоминал о пьесе Сергеев-Ценский, — и мнения о ней высказывались больше с точки зрения трудностей её постановки на сцене и возможных придирок театральной цензуры».
В 1921 году пьесу поставил в Театре Пролеткульта В. В. Тихонов. В 20-е гг. неоднократно ставили в театрах Эстонии: в Таллинне (1921, режиссёр П. Сепп), в Пярну (1928, режиссёр А. Сярев). В 1967 году «Царь Голод» был поставлен в парижском театре «Амандир» (режиссёр П. Дебош).

## Оценка

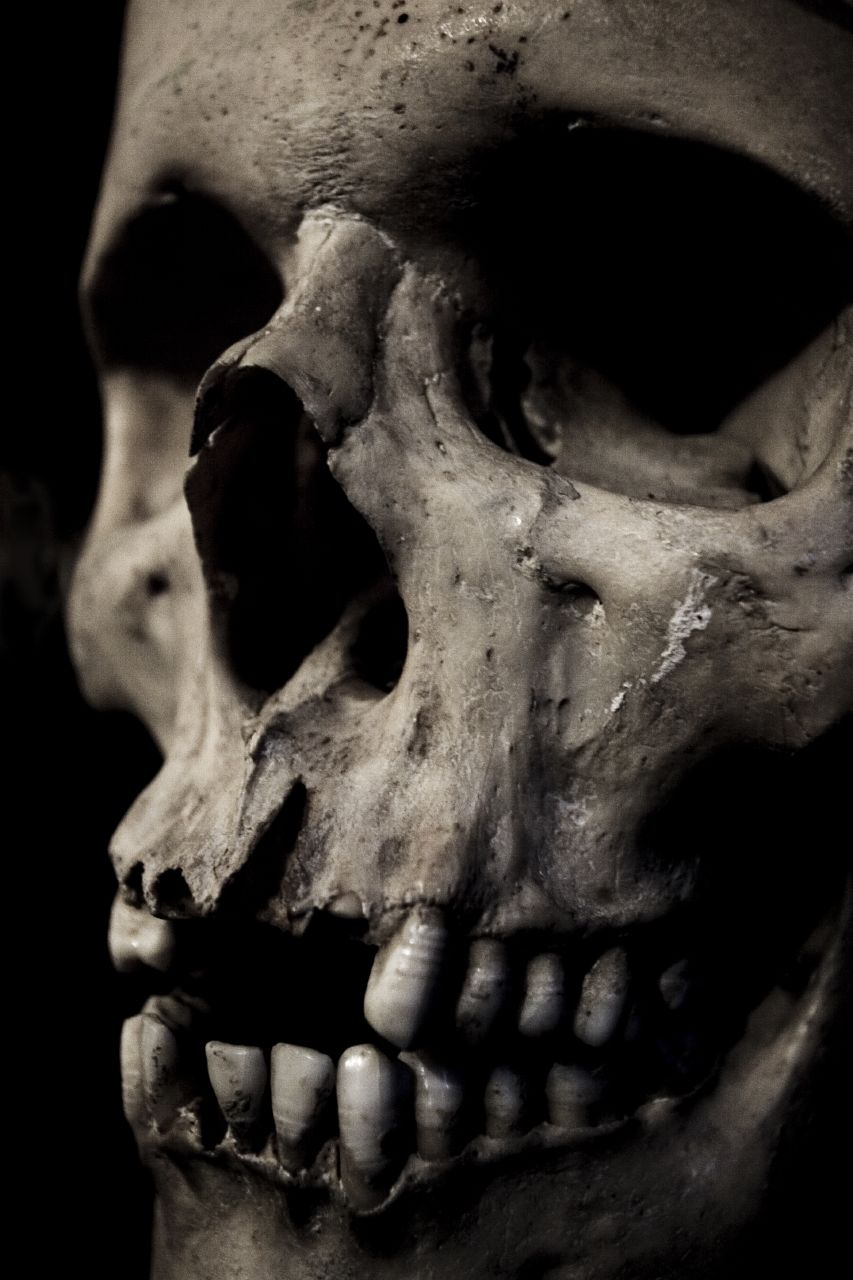
Человеческий череп часто используется в качестве символа смерти

Как литературное произведение экспрессионистская драма Андреева вызвала огромное количество критических откликов.
А. В. Луначарский не признал за пьесой больших идейно-художественных достоинств, считая её главным недостатком «бесконечно упрощенное, мрачное, почти клеветническое изображение рабочего класса».
Крайне отрицательный отзыв о «Царе Голоде» принадлежит М. Горькому, который он дал в письме к К. П. Пятницкому: "Как «произведение пера» «Царь Голод» — реакционная вещь, и если Леонид с этой тропы не сползет, быть ему в мракобесах!".
Ю. И. Айхенвальд находил, что в трагедии Андреева гражданственность преобладает над художественностью, что рабочие изображены удручающе банально и прямолинейно-шаржированно. Критик отдавал дань весьма распространенному мотиву в критических отзывах того времени, посвященных Андрееву, проводя мысль о грубости, резкости, некультурности писательской манеры Андреева. И вся пьеса, по его мнению, — «шумная, эффектная, крикливая, но пустая».
Рассматривая андреевскую драму с точки зрения её чисто театральных качеств, К. И. Чуковский писал: «Пьесу „Царь Голод“ нужно ставить в цирке Чиниэелли или на Марсовом поле, на балаганах. Она не для театрального партера. Она словно не пером написана, а метлой, шваброй, — и, когда я читаю её, мне кажется, что я слышу, как стучат в огромный барабан. — Бум! бум! бум! На барабане сыграешь ли фугу Баха? Её юмор вульгарен, её символы примитивны, она вся — для последних рядов райка».
Э. Старк полагал, что в трагедии Андреева театральное действие заменено преимущественно машинными фокусами, что эта совершенно несценичная пьеса, произведение «преимущественно кинематографическое…». «Я полагаю, — писал критик, — что актёров никаких не надо, совершенно достаточно бесстрастного чтеца в соединении с кинематографом».
Однако андреевская драма вызвала не только «ругательные» отзывы. Многие деятели литературы и театра, а также критики высказали положительное отношение к «Царю Голоду», желая разобраться в сложном произведении. Так, А. А. Блок, получив в подарок от Андреева экземпляр драмы, в письме к жене Л. Д. Менделеевой-Блок от 7 марта 1908 года определил «Царя Голода» как «очень замечательное произведение». В статье «О театре», характеризуя свою эпоху, Блок заметил: «Кажется, ярче всех до сих пор трепет нашего рокового времени выразил тот же Леонид Андреев» и в качестве иллюстрации привел начало четвёртой картины «Царя Голода».
«Царь Голод», — по мысли Н. Валентинова, — «обнажает трагизм социальной жизни, ставит на размышление много вопросов, и прежде всего, в первую голову — о смысле и содержании своего заключительного рефрена: „Мы ещё придём“. Что связывается с этим „мы ещё придём“ и почему „мы ещё не пришли“? Читатель, внимательно прочитавший „Царь Голод“, легко поймет, почему „мы“ оказались побеждёнными и дали торжество вандалистической беспомощности победителей».
Отмечая социальные мотивы пьесы Андреева, критик В. Ф. Боцяновский писал: «Царь Голод — ненадежный царь. Его жестокость оказалась столь же бессильной изменить железную решетку мировой гармонии, как и любовь Давида Лейзера». Тот же критик писал, что «Царь Голод» — «это сплошной кошмар, притом кошмар страшный, удручающий потому, что от него нельзя отмахнуться, как от сновидения. За этими кошмарными образами чувствуется живая правда, правда жизни».
Сам Андреев достаточно высоко ставил своё произведение. В интервью корреспонденту газеты «Биржевые ведомости» в ноябре 1908 года, отвечая в основном на отзывы критики, он говорил: «Более других, из последнего написанного мною, удовлетворяет меня „Царь Голод“. Большинство критиков отнеслись к этой вещи совершенно отрицательно. Но, по-моему, как преувеличенны были восторги по поводу „Семи повешенных“, так несправедливы были отзывы о „Царе Голоде“. Во всяком случае, я думаю, что эта вещь свою настоящую оценку получит только в критике будущего…».